# ヴィクトリア級戦艦
| ヴィクトリア級戦艦 | ヴィクトリア級戦艦 |
| ------------------ | --- |
|                    | |
| 艦級概観           | |
| 艦種               | 戦艦 |
| 艦名               | 当時の国王（女王）の名。ヴィクトリア女王（在位1837 - 1901） |
| 前級               | ベンボウ(アドミラル級戦艦) |
| 次級               | トラファルガー級 |
| 性能諸元           | |
| 排水量             | 常備：10,470トン 11,880トン（満載） |
| 全長               | 110.6mm -m（水線長） |
| 全幅               | 21.3m |
| 吃水               | 8.7m |
| 機関               | 型式不明石炭専焼円缶8基 +形式不明三段膨張式三気筒レシプロ機関2基2軸推進 |
| 最大出力           | 14,244hp（サンス・パレイルは14,482hp） |
| 最大速力           | 17.3ノット （サンス・パレイルは17.5ノット） |
| 航続距離           | 10ノット/7,000海里 |
| 乗員               | 432名（通常時） 550～583名（旗艦時） |
| 兵装               | アームストロング 1874年型 41.3ｃm（30口径）後装填式連装砲1基 アームストロング -年型 25.4ｃm（32口径）単装砲 1基 アームストロング -年型 15.2ｃm（26口径）単装砲12基 5.7ｃm（40口径）単装砲12基 4.7ｃm（50口径）単装砲 9基 35.6ｃm魚雷発射管4門、同魚雷落射機2門 |
| 装甲（鉄製）       | 舷側：508mm（最厚部） 甲板：76mm（主甲板） シタデル：457mm（最厚部） 主砲塔：457mm（前盾） 司令塔：356mm（最厚部）、50mm（天蓋） |

ヴィクトリア級戦艦（ヴィクトリアきゅうせんかん、Victoria class battleship）は、1880年代にイギリス海軍が保有した草創期の戦艦。ヴィクトリアおよびサンス・パレイルの2艦からなる。イギリス戦艦として初めて三段膨張式の蒸気機関を搭載した級である。
本級は地中海での任務を想定して建造されたといわれており、両艦とも完成早々に地中海艦隊に配属され、ヴィクトリアはその旗艦となった。
一番艦ヴィクトリアは地中海艦隊旗艦を務めていた1893年、戦艦キャンパーダウンとの衝突事故で失われ、乗組員の半数が運命をともにした。サンス・パレイルは1907年に解体された。

## 概要

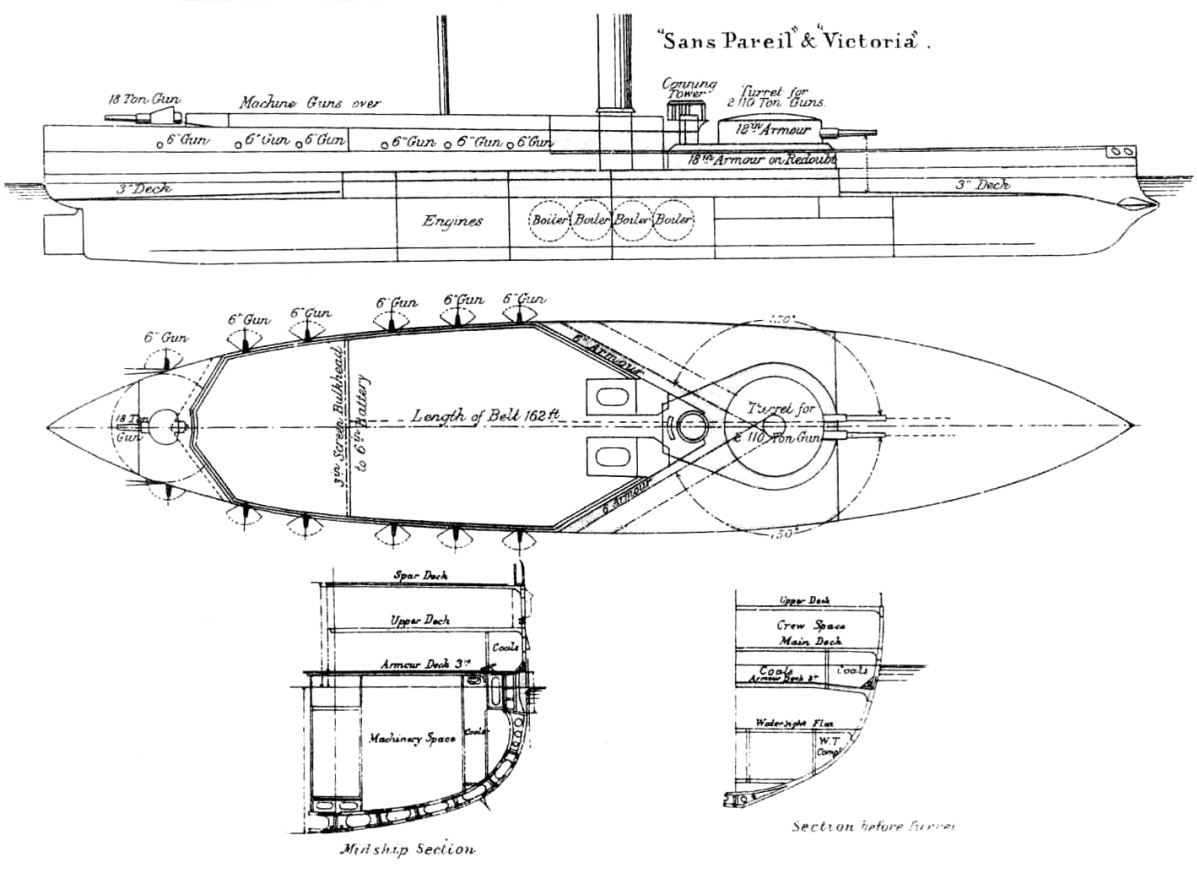
本級の武装・装甲・機関配置を示した図。

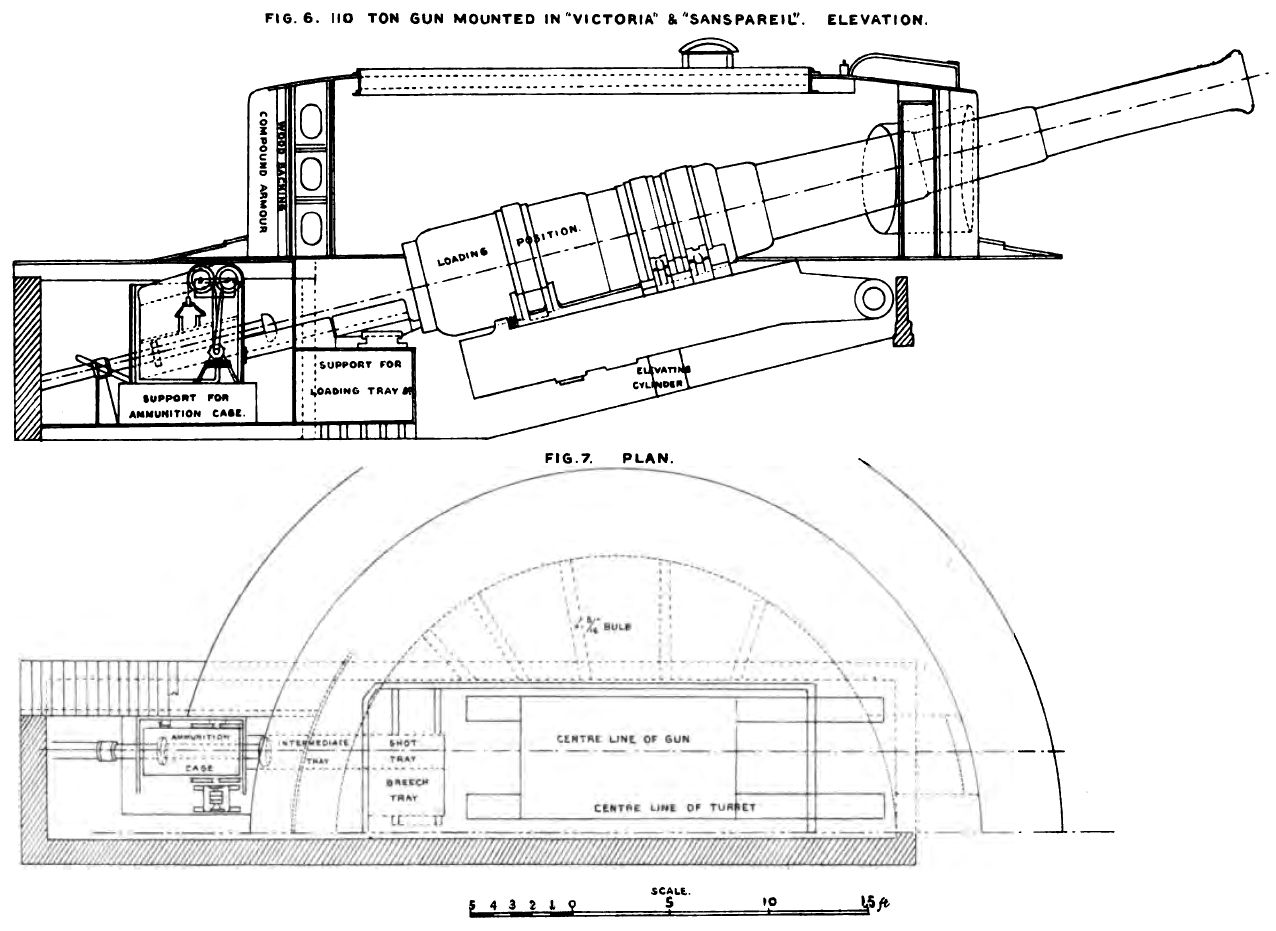
主砲の構造と装填形式を示した図。

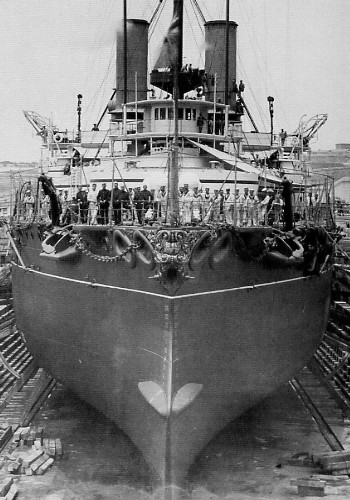
乾ドックで整備を受ける「ヴィクトリア」。低い乾舷と左右に立つ煙突の配置に注目。

本級は主砲としてアームストロング社がイタリア王国海軍の装甲艦「アンドレア・ドリア級」のために試作した41.3cmという巨砲を流用して連装式の砲塔に収め、これを前部甲板上に1基を配置している。これは前級であるアドミラル級「ベンボウ」が露砲塔方式で単装砲架で1門ずつ前後に装備していた形式であったのを全ての主砲を前部に纏めて配置し、装甲で防御された砲塔化した事により、本級の主砲は当時のいかなる軍艦の装甲をも貫通することができたが、巨大な砲弾を装填・発射させるのに4～5分も掛かるなど運用上の問題があり、41.3cm砲の装備は前級であるベンボウと本級のみにとどまった。本級は全ての主砲を前部に配置したため、後方への主砲の射撃が制限されるため、副武装として後部甲板上に25.4cm砲を防盾の付いた単装砲架で1門で配置していた。
本級は防御装甲の強化も行っており、水線部の舷側装甲の厚さは508mmに及んでいる。そのためもあって本級の乾舷はわずか3m程しかなかった。これは攻撃目標となる面積を減らす効果もあったが、耐航性に影響を及ぼしており、これが、戦艦キャンパーダウンとの衝突の際にわずか15分足らずで沈没してしまった一因でもあった。
本級の設計に関して最も成功したといえるのは三段膨張式レシプロ機関の導入である。これは鋼製のボイラーの導入によってより高圧の蒸気を取り扱えるようになった結果であり、機関効率の向上もさる事ながら、石炭の積載量を削減できることにより排水量に余裕が生じるという利点をもたらした。イギリス海軍が別の軍艦で行った実験によれば、従来型の機関と比較して80%出力時の石炭消費はおよそ半分であったという。本級のボイラーは片舷に4基ずつ計8基が並べられた事により煙突ボイラー4基辺り1本が担当した事により煙突は左右に1本ずつの並列配置となっていた。

## 参考図書
- 「世界の艦船増刊第30集　イギリス戦艦史」(海人社)
- 「Conway All The World's Fightingships 1860-1905」（Conway）